# أوي شيغا
أوي شيغا (باليابانية: 志賀葵) هي لاعبة هوكي الجليد يابانية، ولدت في 4 يوليو 1999.

## وصلات خارجية
- أوي شيغا على موقع EliteProspects.com (الإنجليزية)
- أوي شيغا على موقع Eurohockey.com (الإنجليزية)
- أوي شيغا على موقع اللجنة الأولمبية الدولية (الإنجليزية)
- أوي شيغا على موقع أوليمبيديا (الإنجليزية)